# Valdepeñas, Spanien
Valdepeñas är en kommun i Spanien.   Den ligger i provinsen Provincia de Ciudad Real och regionen Kastilien-La Mancha, i den centrala delen av landet, 190 km söder om huvudstaden Madrid. Antalet invånare är 31 212. Arean är 488 kvadratkilometer. Valdepeñas gränsar till Alhambra.
Terrängen i Valdepeñas är platt åt sydväst, men åt nordost är den kuperad.